# Perwang am Grabensee
Perwang am Grabensee est une commune autrichienne du district de Braunau am Inn en Haute-Autriche.

## Géographie
Localités de Perwang am Grabensee :
- Baumgarten
- Edt
- Elexlochen
- Endfelden
- Grub
- Gumperding
- Hinterbuch
- Kirchsteig
- Oberröd
- Perwang am Grabensee
- Reith
- Rödhausen
- Rudersberg
- Stockach
- Unterröd